# Castet-Arrouy
 Castet-Arrouy  là một xã thuộc tỉnh Gers trong vùng Occitanie tây nam nước Pháp. Xã này có độ cao trung bình 107 mét trên mực nước biển.
Sông Auroue chảy theo hướng bắc qua xã và tạo thành một phần ranh giới phía đông bắc.